# Liste der deutschen Botschafter in der Schweiz
Der deutsche Botschafter in der Schweiz ist ebenfalls akkreditiert für Liechtenstein.

## Missionschefs
| Name                                                    | Bild               | Amtszeit            | Anmerkungen                                                       |
| Norddeutscher Bund                                      | Norddeutscher Bund | Norddeutscher Bund  | Norddeutscher Bund                                                |
| ------------------------------------------------------- | ------------------ | ------------------- | ----------------------------------------------------------------- |
| Heinrich von Roeder (1804–1884)                         |                    | 1868–1870           | ab 1867 preußischer Gesandter                                     |
| / Deutsches Reich                                       |                    |                     |                                                                   |
| Maximilian Heinrich von Roeder (1804–1884)              |                    | 1871–1882           |                                                                   |
| Otto von Bülow (1827–1901)                              |                    | 1882–1892           |                                                                   |
| Clemens Busch (1834–1895)                               |                    | 1892–1895           |                                                                   |
| Wolfram Freiherr von Rotenhan (1845–1912)               |                    | 1896–1897           |                                                                   |
| Alfred von Bülow (1851–1916)                            |                    | 1898–1912           |                                                                   |
| Konrad Gisbert Wilhelm Freiherr von Romberg (1866–1939) |                    | 1912–1919           |                                                                   |
| Adolf Gustav Müller (1863–1943)                         |                    | 1919–1933           |                                                                   |
| Ernst Freiherr von Weizsäcker (1882–1951)               |                    | 1933–1937           |                                                                   |
| Otto Carl Köcher (1884–1945)                            |                    | 1937–30. April 1945 |                                                                   |
| BR Deutschland                                          |                    |                     |                                                                   |
| Friedrich Holzapfel (1900–1969)                         |                    | 1951–1958           | bis April 1952 Leiter der Mission, danach bis Juli 1957 Gesandter |
| Ernst-Günther Mohr (1904–1991)                          |                    | 1958–1963           |                                                                   |
| Wolfgang Freiherr von Welck (1901–1973)                 |                    | 1963–1966           |                                                                   |
| Friedrich Buch (1906–1992)                              |                    | 1966–1970           |                                                                   |
| Josef Löns (1910–1974)                                  |                    | 1970–1973           |                                                                   |
| Jürgen Diesel (1926–1993)                               |                    | 1973–1977           |                                                                   |
| Ulrich Lebsanft (1916–2014)                             |                    | 1977–1981           |                                                                   |
| Helmut Redies (1927–1998)                               |                    | 1981–1983           |                                                                   |
| Gerhard Fischer (1921–2006)                             |                    | 1983–1985           |                                                                   |
| Jens Petersen (* 1923)                                  |                    | 1986–1988           |                                                                   |
| Wolfram Dufner (* 1926)                                 |                    | 1989–1991           |                                                                   |
| Werner Graf von der Schulenburg (* 1929)                |                    | 1991–1994           |                                                                   |
| Eberhard Heyken (1935–2008)                             |                    | 1994–1996           |                                                                   |
| Lothar Wittmann (* 1933)                                |                    | 1996–1998           |                                                                   |
| Klaus Bald (1936–2018)                                  |                    | 1998–2001           |                                                                   |
| Reinhard Hilger (* 1937)                                |                    | 2001–2003           |                                                                   |
| Frank Elbe (1941–2022)                                  |                    | 2003–2005           |                                                                   |
| Andreas von Stechow (1943–2013)                         |                    | 2006–2008           |                                                                   |
| Axel Berg (* 1951)                                      |                    | 2008–2011           |                                                                   |
| Peter Gottwald (* 1948)                                 |                    | 2011–2013           |                                                                   |
| Otto Lampe (* 1951)                                     |                    | 2013–2017           |                                                                   |
| Norbert Riedel (* 1960)                                 |                    | 2017–2020           |                                                                   |
| Michael Flügger (* 1959)                                |                    | 2020–2025           |                                                                   |

## Gesandte deutscher Staaten (vor 1871)

### Badische Gesandte
1807: Aufnahme diplomatischer Beziehungen
- 1807–1818: Joseph Albrecht von Ittner (1754–1825)
- 1818–1821: Franz Albert von Friedrich (1775–1843)
- 1821–1826: unbesetzt
- 1826–1838: Alexander von Dusch (1789–1876)
- 1838–1843: Ludwig Rüdt von Collenberg-Bödigheim (1799–1885) Resident in Stuttgart
- 1843–1851: August Marschall von Bieberstein (1804–1888)
- 1851–1853: Christian Friedrich Gustav von Berckheim (1817–1889)
- 1853–1872: Ferdinand von Dusch (1819–1889) Resident in Stuttgart

1872: Aufhebung der Gesandtschaft

### Württembergische Gesandte
1807: Aufnahme diplomatischer Beziehungen
- 1807–1812: Johann Baptist Martin von Arand (1743–1821)
- 1812–1814: August Friedrich von Batz (1757–1821)
- 1814–1817: Carl Philipp von Kaufmann (1789–1876)
- 1818–1864: unbesetzt
- 1865–1867: Karl von Spitzemberg (1826–1880)
- 1867–1872: Adolf von Ow-Wachendorf (1818–1873)

1873: Aufhebung der Gesandtschaft

## Weblink
- Website der deutschen Botschaft Bern